# それいけ!アンパンマン ルビーの願い
『それいけ!アンパンマン ルビーの願い』（それいけアンパンマン ルビーのねがい）は2003年（平成15年）7月12日公開の映画『それいけ!アンパンマン』シリーズ通算第15作。同時上映作品は『それいけ!アンパンマン 怪傑ナガネギマンとドレミ姫』（それいけアンパンマン かいけつナガネギマンとドレミひめ）。
全日本私立幼稚園連合会、社会福祉法人日本保育協会推薦作品。

## 概要
アンパンマン劇場版15周年および日本テレビ開局50周年記念作品として制作された。
ゲスト声優には工藤静香を起用。ブレイク女優や元アイドルを起用するのが定番だった中、一線を退いていたアーティストを抜擢するのは珍しかった。
本作からデジタル彩色に移行し、ステレオ音源で製作された。その影響か、映画の形式が変わり、オープニングの直後にタイトルが出なくなった他、エンディング映像がダイジェスト中心から後日談となり、「おわり」のテロップも変更された。なお、前作には登場しなかったクリームパンダが本作で再登場する。その代わり、前作でメインだったロールパンナは本作では登場しない。
本作以降は一部の作品を除き、矢野博之が監督を務めている。

## あらすじ
オーロラの国で働くオーロラ娘の一人・ルビーは、オーロラの色を勝手に変えたことで怒ったオーロラ姫にオーロラの国から追放されてしまう。帰るには、地上のブラックロック島にある、3つの願いがかなう宝石「オーロラの雫」が必要だった。
オーロラの雫を探しに地上世界を旅する過程でルビーはクリームパンダに出会い、しばらくアンパンマン達の元に身を寄せる。そのわがままな性格で皆を困らせていたが、アンパンマン達と交流している内に心境が変わっていく。
やがてブラックロック島に向かうルビーに同行するアンパンマン達だったが、そこにオーロラの雫を狙うばいきんまんが操縦するチェンジバードロボが襲いかかる。
果たしてルビーはオーロラの雫を手に入れ、オーロラの国に帰ることができるのだろうか…?

## 登場キャラクター（キャスト）
詳細はアンパンマンの登場人物一覧を参照。

### レギュラーキャラクター
アンパンマン
声 - 戸田恵子
バイキンパンチで遠くに飛ばされると「バイバイア〜ン!」と叫ぶらしい（ばいきんまんの妄想）。
ばいきんまん
声 - 中尾隆聖
初対面のルビーに名前を「ばいまんきん」、「きんばいまん」等と間違われた。オーロラの雫で叶えたがっていた願い事は「パワーアップしてアンパンマンをやっつける」。
暴走したチェンジバードロボに襲われ、顔の汚れたアンパンマンに助けられたため、アンパンマンとの対決はなかった。
クリームパンダ
声 - 長沢美樹
怪我をした小鳥のルビーを見つけ、パン工場へ連れ帰る。わがままなルビーのことを快く思っていなかったが、次第に彼女を認めるようになる。
前作では本編・同時上映作品共に未登場で、前作のサウンドトラックに自身のキャラクターソングが収録されたのみであったが、本作以降の作品には毎回登場するようになる。
ジャムおじさん
声 - 増岡弘
オーロラの雫についての本を持っていて読んだことがあるらしい。
バタコさん
声 - 佐久間レイ
めいけんチーズ
声 - 山寺宏一
ドキンちゃん
声 - 鶴ひろみ
オーロラの雫で叶えたがっていた願い事は「しょくぱんまん様とラブラブになること」。しかし、ホラーマンに願い事を無駄遣いされた挙句、自らの意思とは関係なく「素敵、ホラーマン様!」と言わされる羽目になり、怒って「ホラーマンなんかバラバラになっちゃえ!」と誤った願い事をしてしまう。
しょくぱんまん
声 - 島本須美
カレーパンマン
声 - 柳沢三千代
メロンパンナ
声 - かないみか
ホラーマン
声 - 肝付兼太
オーロラの雫で叶えたがっていた願い事は「ドキンちゃんとラブラブになること」。どちらが願いを叶えるかで揉めるばいきんまんとドキンちゃんに、「ひとり1回ずつ願いを叶えられる」からと協力を提案する。しかし、オーロラの雫を手にした際に咄嗟に「ついでに、『素敵、ホラーマン様!』なんて言われたいですね!」と言ったことで誤ってオーロラの雫を使ってしまう。
これといって目立った活躍はしていないが、エンディングの間奏では「ホラーマン大活躍でしたね〜」と自画自賛している。
SLマン
声 - 西村朋紘
台詞付きで登場するのは、『てのひらを太陽に』以来5年ぶりとなるが、出番は序盤だけであり、台詞は「離せ!離せ!」の一言のみ。
みみせんせい
声 - 滝沢ロコ
カバオくん
声 - 山寺宏一
ピョン吉
声 - 原えりこ
ウサ子
声 - 中村ひろみ
ちびぞうくん
声 - 坂本千夏
かびるんるん
ばいきんまんの妄想の中で登場。

### ゲストキャラクター
オーロラ娘
オーロラ姫の下で働く五人組の女の子。オーロラの国に住んでいる。北の夜空に綺麗なオーロラを絵筆で作っている。背中に天使のような羽がある。全員宝石が名前の由来。
ルビー
声 - 工藤静香
本作のゲストヒロイン。赤毛のおかっぱ頭にトサカのようなくせ毛が特徴。オーロラの赤を担当している。5人の中では腕の良い優等生だが、その分わがままで、よくそれを他の4人に自慢している。さらに4人にそのことをバカにされた逆恨みとして、オーロラの色を勝手に変えたため、掟により小鳥の姿でオーロラの国から追放され、帰るために必要なオーロラの雫を探す。パン工場で介抱された際に人型に戻ったが羽がなくスタイルも異なっている。その野放図な性格上クリームパンダと衝突していた。アンパンマン達の優しさに触れて反省したため、アンパンマン達を助けるためオーロラの雫で赤い鳥に変身した。オーロラ姫に許され、オーロラの国に帰った。名前はルビーからきている。
また、これまでの劇場版のゲストキャラと比べて、表情が豊かである。
サフィー
声 - 原えりこ
青髪のツインテール。オーロラの青を担当している。名前はサファイアからきている。劇場版第25作の「とばせ!希望のハンカチ」のエンディングにて、Tシャツくんと空中ブランコをしているワンシーンがある。
エメラ
声 - 中村ひろみ
緑髪のおだんご頭。オーロラの緑を担当している。名前はエメラルドからきている。
トパー
声 - 有島モユ
ふわふわの金髪で後髪を二つに結んでいる。オーロラの黄色を担当している。他の4人より、早くオーロラを塗れないのが悩み。名前はトパーズからきている。
パール
声 - 斎賀みつき
性別 - 女
トパー同様、ふわふわの頭をしているが髪は結んでいない。オーロラの紫を担当している（ただし、髪の色は白に近い）。ルビー追放時は、彼女に代わり赤も担当していた。名前は真珠のパールからきている。
オーロラ姫
声 - 冨永みーな
オーロラの国のお姫様。オーロラ娘を束ねている。持っている魔法の杖で7色の美しいオーロラを自由に操る事が出来る。ルビーに掟を破られたことに激怒し、彼女を地上へ追放するが、最後は身を挺してアンパンマンたちを助けた彼女を認め、元に戻して連れ帰った。

### その他の登場キャラクター
ネコ美
ブタお
クマ太
どんぶりまんトリオ
てんどんまん
カツドンマン
かまめしどん
とうだいまん
サニー姫
1990年のTVスペシャルのサニー姫と同一人物。
うずまきまん
ヌラ
くじらのクータン
イルカのベソ
マリン
『ゆうれい船をやっつけろ!!』と『 てのひらを太陽に』に登場した海の白馬。仲間達と合流するのは、『ゆうれい船をやっつけろ!!』以来8年ぶりであるが、今作でロールパンナが登場しなかった。なお、SLマンと同じく、『てのひらを太陽に』に以来5年ぶりの登場だが、メロンパンナと合わず、仲間達と走って、ブラックロック島へ行くアンパンマン達を見送っていた。

## 用語
オーロラの国
天空に存在する、オーロラを作っている国。オーロラ姫の統治の元、オーロラ娘達が絵筆をつかってオーロラを描いている。
ブラックロック島
オーロラの雫がある南の島。黒雲に覆われた岩山と溶岩の島だったが、オーロラの雫が消滅した事によって黒雲が消え去り、自然の豊かな島に変わった。

### 乗り物と道具
飛行船アンパンマン号
ドキンUFO
オーロラの雫
ブラックロック島のくらやみの谷にある、雫の形をした魔法の宝石。願いを3つまで叶える力を持つ。ひとつ願いをかなえるごとに徐々に黒く石化していく。
ルビーがオーロラの国に帰るために探していたが、3つの願いのうち2つをドキンちゃんとホラーマンがそれぞれ誤って使ってしまい、最後の1つをルビーが赤い鳥への変身に使用すると、完全に石化し最後は砂と化して消滅した。

#### バイキンメカ
バイキンUFO
嵐の中でアンパンマン号を襲撃した際、落雷を受けて両者墜落。飛行船から落ちたルビーたちを襲った際は、落雷による故障が直っていなかったため、暴走してばいきんまん自身を殴り飛ばした。
チェンジバードロボ
声 - 山寺宏一
バイキンメカを参照。

## スタッフ
- 製作 - 加藤俊三
- 企画 - 奥田誠治
- プロデューサー - 柳内一彦、尾崎隠通、山崎喜一朗、小野利恵子
- 原作 - やなせたかし「ルビーのねがい」（フレーベル館刊）
- 脚本 - 金春智子
- 主題歌 - やなせたかし、三木たかし
- 音楽 - いずみたく、近藤浩章
- キャラクターデザイン・作画監督 - 前田実
- 美術 - 横山幸博、池上みどり
- 色彩設計 - 金井てるみ
- 編集 - 鶴淵允寿、鶴淵和子
- 撮影 - 白尾仁志
- 音楽監督 - 鈴木清司
- 音響効果 - 糸川幸良
- 音響監督 - 山田智明、山田悦司[4]
- 担当プロデューサー - 久保雄輔
- 文芸担当 - 小野田博之
- 演出 - 島崎奈々子
- 監督 - 矢野博之
- 原画 - 菖蒲隆彦、星名靖男、大道博政、他
- アニメーション制作 - 東京ムービー
- 製作 - アンパンマン製作委員会（日本テレビ、VAP、トムス・エンタテインメント、フレーベル館、やなせスタジオ）
- 配給 - 東京テアトル、メディアボックス

## 楽曲
オープニング『アンパンマンのマーチ』
歌：ドリーミング
エンディング『勇気りんりん』
作詞：やなせたかし、作曲：三木たかし、編曲：大谷和夫、歌：戸田恵子（アンパンマン）、中尾隆聖（ばいきんまん）、鶴ひろみ（ドキンちゃん）、島本須美（しょくぱんまん）、柳沢三千代（カレーパンマン）、かないみか（メロンパンナ）、増岡弘（ジャムおじさん）、佐久間レイ（バタコさん）、山寺宏一（めいけんチーズ）、長沢美樹（クリームパンダ）、肝付兼太（ホラーマン）、工藤静香（ルビー）
記念すべき15作目だったため、本作ではレギュラーキャスト陣（ゲスト出演の工藤含む）が歌っている。
テーマ曲『とべ!とべ!ルビー』
作詞：やなせたかし、作曲：M.KAMA、編曲：チープ広石、歌：ドリーミング
『とべ!とべ!ルビー〜ルビーバージョン〜』
歌：工藤静香
挿入歌『すすめ!アンパンマン号』
作詞：やなせたかし、作曲：いずみたく、編曲：近藤浩章 歌：戸田恵子、中尾隆聖、鶴ひろみ、島本須美、柳沢三千代、かないみか、増岡弘、佐久間レイ、山寺宏一、肝付兼太、坂本千夏、三ツ矢雄二

## それいけ!アンパンマン 怪傑ナガネギマンとドレミ姫
『それいけ!アンパンマン ルビーの願い』の同時上映作品。

### あらすじ
いつものようにネギの行商をしていたネギーおじさん。何処からともなく聞こえてきた歌声に惹かれてドレミファ城にやってきた。
歌のお礼にとネギをドレミ姫に贈ったネギーおじさんが立ち去ってからしばらくして、今度はばいきんまん達が襲ってきた。異変を知ったアンパンマンとネギーおじさんがドレミファ城にやってくるが、ドレミ姫達を捕らえたばいきんまん達はアンパンマンをやっつける準備をして待ち構えていた。
果たしてアンパンマン達はドレミ姫達を助け出す事が出来るのだろうか？

### 登場キャラクター（キャスト）

#### レギュラーキャラクター
アンパンマン
声 - 戸田恵子
前作まではラストシーンのみの登場だったが、本作以降は序盤からエンディングまで登場する。普段は滅多に物怖じしないが、ドレミ姫達を救出しに変化したドレミファ城へ乗り込んだ時には僅かながら怖気づいていた。本作では顔と同時にマントも新しいものへと入れ替わるシーンがある。
ばいきんまん
声 - 中尾隆聖
序盤であっさりアンパンマンに敗れる。その後ホラーマンの顔に付いた大量のケチャップに驚いてしまい、今回の作戦がひらめく。アンパンマンを弱らせ、ドレミ姫から「動けないのにやっつけようなんて最低です」と言われたが「どうせおれさま最低、最低～♪」と全く気に留めないどころか踊りだしてしまった。その後アンパンマンとナガネギマンのタッグ攻撃で再び敗れる。オムライスが好物だったらしい。
ナガネギマン / ネギーおじさん
声 - 大塚明夫
遠出をしていたので序盤は疲れきっていたが、ドレミファ城の音楽を聴いて元気をだした。変化したドレミファ城に入るがその際背中のネギに隠してたナガネギマン変身セットを置いて行ってしまう、城のてっぺんのワイヤーを手ぬぐいで伝って降りることに成功し、ナガネギマンに変身できた。
ジャムおじさん
声 - 増岡弘
バタコさん
声 - 佐久間レイ
めいけんチーズ
声 - 山寺宏一
ドレミ姫達を救出後、ネギーおじさんがナガネギマンを褒めていた際、うっかり自分が真っ赤に照れてしまった事で終始笑い転げていた。
ドキンちゃん
声 - 鶴ひろみ
ばいきんまん撃破後は「結局いつもこうなるのね」とあきれながら去っていった。
ホラーマン
声 - 肝付兼太
フランケンシュタインやドラキュラに変装する。あの手この手でアンパンマンを驚かせようとするが失敗続き。極めつけは血だらけメイクのはずが、滅茶苦茶に塗装した自分の顔を鏡で見て自ら悲鳴を上げてしまう。
メロンパンナ
声 - かないみか
かびるんるん
ドレミ姫を追いかけたが、アンパンマン号に入ることは出来なかった。
やみるんるん
大量に現れドレミファ城にまとわりつき、不気味な城へと変えていった。その後の出番はない。

#### ゲストキャラクター
ドレミ姫
声 - 香坂みゆき
歌が上手な、ドレミファ城のお姫様。のちにTVシリーズにも登場する。
バッハッハ
声 - 藤井恒久（日本テレビアナウンサー）
ドレミファ音楽隊の指揮者。ドレミファ城で楽器まんたちをまとめる。本作と次作『つきことしらたま〜ときめきダンシング〜』では彼が指揮者として登場するため、タクトマンは登場しない。

#### その他キャラクター
楽器まんたちを初めとする楽器キャラ達は音楽でアンパンマンに助けを求めるが、その後ばいきんまんにおどされたのか、変化したドレミファ城の演出で音楽を鳴らしていた。
楽器まん
声 - 野瀬育二、山本薫、伊藤静、藤本教子、小平有希
アコーディオン
大太鼓まん
声 - 伊東みやこ
小太鼓まん
コントラバス
タンバリンマン
チェロ
チューバ
ハーモニカくん
バイオリン
ピアノマン
ピッコロ
フルート
ホルン
もっきんまん
ストローこうもり
かさおばけ

### 乗り物
アンパンマン号
バイキンUFO
一度ナガネギマンによってバラバラにされたが、その後接着剤でくっ付けただけで問題なく起動した。その後またナガネギマンに壊されるも、UFOの上半身で動かし、残ったマジックハンドをばいきんまんが素手で振り回して強引にばいきんパンチを繰り出すが、アンパンチに敗れる。
ドキンUFO
とんぼメカ
序盤にアンパンマンにやられた際に付けられた発信機と盗聴メカ。

### スタッフ
- 原作 - やなせたかし（フレーベル館刊）
- 製作 - 加藤俊三、伊藤梅男
- プロデューサー - 吉野朋子、小野利恵子、尾崎穏通、柳内一彦
- 脚本 - 菅良幸
- 音楽 - いずみたく、近藤浩章
- 作画監督 - 大道博政
- 色彩設計 - 金井てるみ
- 美術 - 横山幸博、曽我元
- 撮影 - 川田敏寛
- 編集 - 鶴渕允寿、鶴渕和子
- 音響監督 - 山田智明、山田悦司[4]
- 音楽監督 - 鈴木清司
- 音響効果 - 糸川幸良
- 文芸担当 - 小野田博之
- 担当プロデューサー - 久保雄輔
- 監督 - 篠原俊哉
- 原画 - 大道博政、和田佳純、会沢智美
- アニメーション制作 - 東京ムービー
- 製作 - バップ

### 楽曲
エンディング『ドレミがだいすき! ドレミ姫』
作詞：やなせたかし、作曲：TSUKASA、編曲：TSUKASA&陶隼、歌：ドリーミング
2007年4月からTV版ED曲として放送されている「ドレミファアンパンマン」は本作の歌詞違い（アウトロ部分のアレンジのみ変更が加えられている）。
エンディング映像は静止画で、途中でエピローグからダイジェストに変わる構成。また、スタッフクレジットの役職名と「おしまい」の文字のうち、それぞれ1文字のみ色が付いている。

#### クラシック音楽
歌と音楽を題材にした本作では、クラシック音楽が随所に用いられている。
『交響曲第５番ハ短調 作品67』
作曲：ベートーヴェン
『トッカータとフーガニ短調』
作曲：バッハ
『カルメン 第1幕への前奏曲』
作曲：ビゼー
『ツァラトゥストラはかく語りき』
作曲：リヒャルト・シュトラウス
『ハンガリー狂詩曲第2番』
作曲：リスト
上記2曲は、『いくぞ！ばいきんまん』と合わせたメドレー形式で使われている。

### 補足
本作から2010年の『はしれ! わくわくアンパンマングランプリ』までの同時上映作品では、上映終了時のクレジットが従来の「おわり」から「おしまい」に変更されている。